# Louis Charles de Bourbon, comte d’Eu

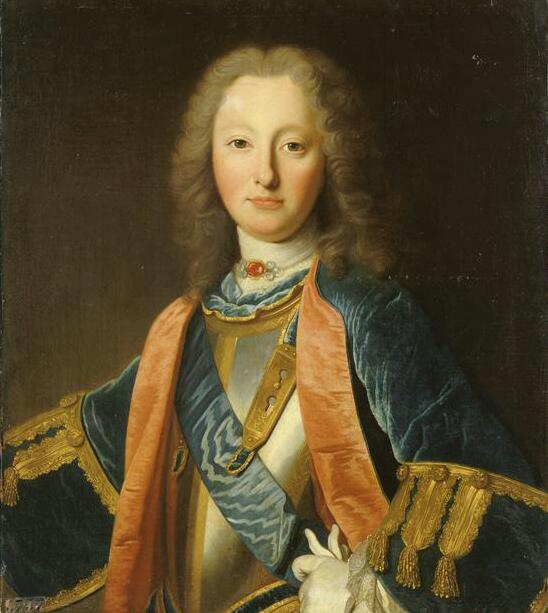
Louis Charles de Bourbon

Wappen

Louis Charles de Bourbon, Graf von Eu, französisch Louis Charles de Bourbon, comte d’Eu (* 15. Oktober 1701 im inzwischen zerstörten Schloss von Sceaux; † 13. Juli 1775 ebenda), war ein französischer Adliger, Grand maître de l’artillerie de France und Colonel général des Cent-Suisses et Grisons. Letzteren Posten gab er 1762 wieder ab.
Er war seit 1736 Duc d’Aumale, seit 1762 Duc de Gisors, Comte de Dreux, Prince d’Anet und Baron de Sceaux. Von 1755 bis 1762 war er der letzte souveräne Fürst von Dombes, bis dieses Fürstentum vom Königreich Frankreich annektiert wurde.
Er führte zur Lebenszeit den Titel: Son Altesse Sérénissime, Monseigneur le comte d’Eu.

## Leben
Louis Auguste war der zweite Sohn und das fünfte von sieben Kindern von Louis Auguste de Bourbon, Herzog von Maine und von Louise Bénédicte de Bourbon. Damit war er ein Enkel von König Ludwig XIV. von Frankreich. Er wuchs zusammen mit seinem älteren Bruder Louis Auguste (1700–1755) und seiner Schwester Louise Françoise (1707–1743), Mademoiselle du Maine, auf. Wie seine Geschwister blieb auch er unverheiratet. Nach dem Tod seines Vaters im Jahr 1736 erhielt er den Titel Herzog von Aumale und Graf von Eu. Außerdem erbte er von seinem Vater den Titel eines Großmeisters der Artillerie. Haupterbe seines Vaters war allerdings sein älterer Bruder Louis Auguste. Nachdem dieser im Jahr 1755 in einem Duell getötet wurde, erbte er dessen Besitztümer und Titel. Ähnlich wie sein Bruder ließ er sich selten am Hof sehen und widmete sich vor allem der Jagd. Im Jahr 1762 tauschte er mit König Ludwig XV. seine Herrschaft über Dombes (La souveraineté de Dombes), die er ebenfalls 1755 geerbt hatte, gegen das Herzogtum Gisors und die Besitzungen von Gretz-Armainvilliers und Pontcarré. Ähnlich wie sein Cousin und späterer Erbe Louis Jean Marie de Bourbon, duc de Penthièvre war Louis Charles sehr beliebt. Das hing auch mit seiner Großzügigkeit bei Spenden zusammen. Im Jahr 1773 veräußerte er einen Großteil seines Besitzes für zwölf Millionen Livres an den König. Allerdings wurde der Betrag nach dem Tod des Königs im Mai 1774 nie bezahlt. Im Jahr 1775 starb Louis Charles in Sceaux.
Er war Offizier und wurde 1734 zum Maréchal de camp befördert. Im Jahre 1735 wurde er zum Lieutenant-général ernannt.
Während des Polnischen Thronfolgekrieges Österreichischen Erbfolgekrieges nahm er an der 1733 an der Belagerung von Kehl teil und war dann der Armee am Rhein zugeteilt.
Im Österreichischen Erbfolgekrieg kämpfte er 1743 in der Schlacht bei Dettingen, in der er verwundet wurde. Die ganze Zeit bei der Armee am Rhein stand er 1744 bei der Belagerung von Freiburg, dann 1745 bei der Belagerung von Fontenoy und kämpfte anschließend in der Schlacht bei Fontenoy, der Schlacht bei Raucoux und der Schlacht bei Lauffeldt.
1728 wurde er von Louis XV. zum Chevalier des Ordre du Saint-Esprit und des Ordre royal et militaire de Saint-Louis ernannt.

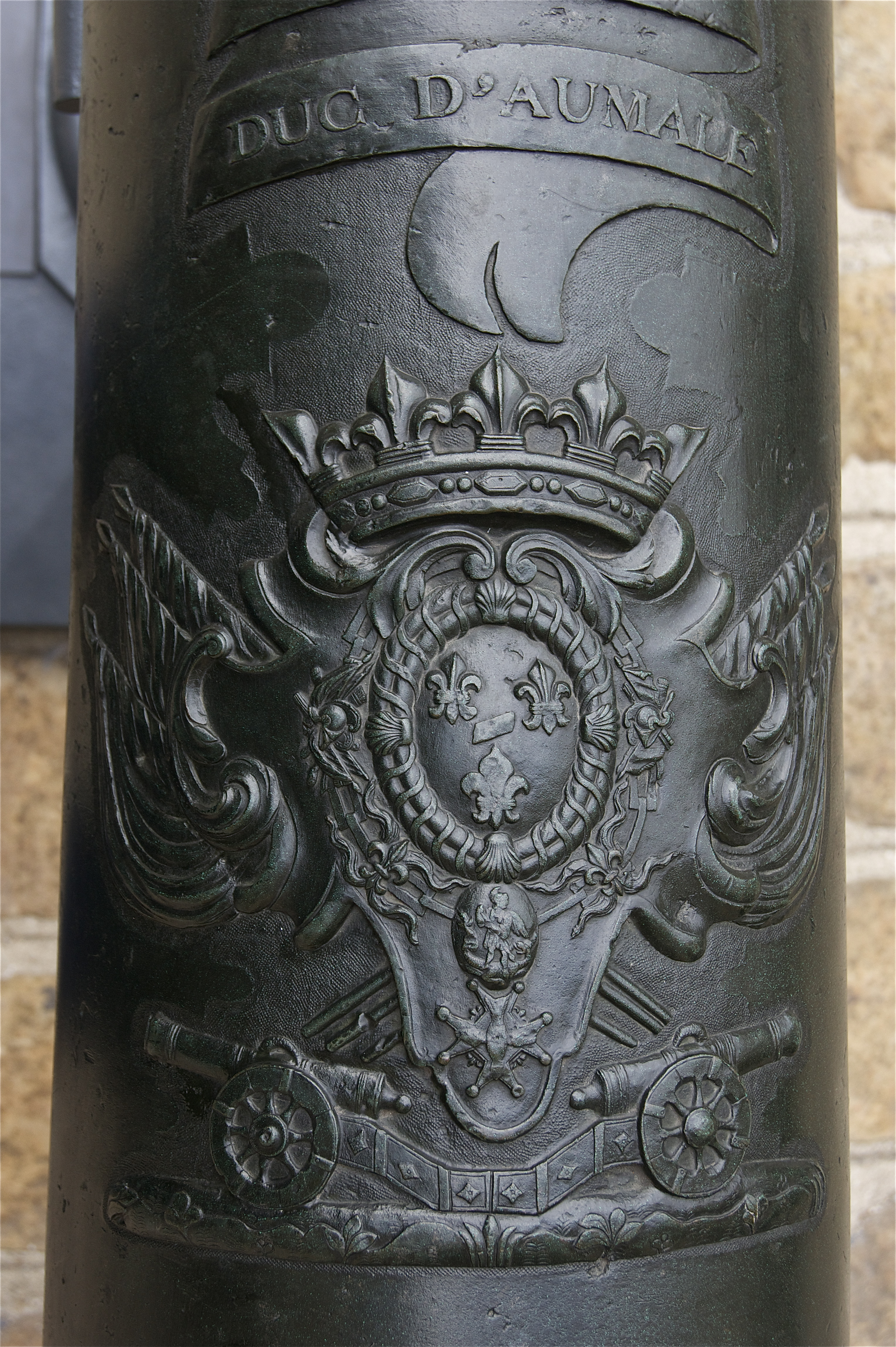
Das Wappen von Louis-Charles de Bourbon auf einer Kanone im Invalidendom